# Millettia gagnepainiana
Millettia gagnepainiana är en ärtväxtart som beskrevs av Stephen Troyte Dunn. Millettia gagnepainiana ingår i släktet Millettia och familjen ärtväxter. Inga underarter finns listade i Catalogue of Life.